# Way to Blue: An Introduction to Nick Drake
Way to Blue: An Introduction to Nick Drake je kompilační album britského písničkáře Nicka Drakea, vydané v květnu roku 1994 u vydavatelství Hannibal Records. Obsahuje různé písně z jeho alb Five Leaves Left (1969), Bryter Layter (1970) a Pink Moon (1972) doplněné o dvě písně, které vyšly v roce 1986 na kompilaci Time of No Reply. Jde o písně „Time of No Reply“, která pochází z nahrávacích frekvencí k albu Five Leaves Left a „Black Eyed Dog“, která byla nahrána v únoru 1974. Svůj název album dostalo podle písně „Way to Blue“ z alba Five Leaves Left.

## Seznam skladeb
Autorem všech skladeb je Nick Drake.
| Pořadí | Název                     | Původní album           | Délka |
| ------ | ------------------------- | ----------------------- | ----- |
| 1.     | Cello Song                | Five Leaves Left (1969) | 4:45  |
| 2.     | Hazey Jane I              | Bryter Layter (1970)    | 4:28  |
| 3.     | Way to Blue               | Five Leaves Left (1969) | 3:09  |
| 4.     | Things Behind the Sun     | Pink Moon (1972)        | 3:56  |
| 5.     | River Man                 | Five Leaves Left (1969) | 4:20  |
| 6.     | Poor Boy                  | Bryter Layter (1970)    | 6:06  |
| 7.     | Time of No Reply          | Time of No Reply (1986) | 2:44  |
| 8.     | From the Morning          | Pink Moon (1972)        | 2:30  |
| 9.     | One of These Things First | Bryter Layter (1970)    | 4:50  |
| 10.    | Northern Sky              | Bryter Layter (1970)    | 3:44  |
| 11.    | Which Will                | Pink Moon (1972)        | 2:56  |
| 12.    | Hazey Jane II             | Bryter Layter (1970)    | 3:44  |
| 13.    | Time Has Told Me          | Five Leaves Left (1969) | 4:25  |
| 14.    | Pink Moon                 | Pink Moon (1972)        | 2:03  |
| 15.    | Black Eyed Dog            | Time of No Reply (1986) | 3:25  |
| 16.    | Fruit Tree                | Five Leaves Left (1969) | 4:45  |

## Personnel
- Nick Drake – zpěv, kytara, klavír
- Robert Kirby – aranžmá smyčců
- Richard Thompson – kytara
- John Cale – varhany, celesta
- Chris McGregor – klavír
- Paul Harris – klavír
- Danny Thompson – kontrabas
- Dave Pegg – baskytara
- Ed Carter – baskytara
- Mike Kowalski – bicí
- Rocky Dzidzornu – konga, shaker
- Ray Warleigh – saxofon
- Doris Troy – doprovodné vokály
- P.P. Arnold – doprovodné vokály
- Patrick Arnold – doprovodné vokály